# Notophthiracarus paracuriosus
Notophthiracarus paracuriosus är en kvalsterart som beskrevs av Wojciech Niedbała 1998. Notophthiracarus paracuriosus ingår i släktet Notophthiracarus och familjen Phthiracaridae. Inga underarter finns listade i Catalogue of Life.